# Манастир свете Ксеније у Вајлдвуду
Српски православни манастир Свете Ксеније у Вајлдвуду је женска монашка заједница Српске православне цркве у Северној и Јужној Америци, која се налази на адреси 40500 Аутопут 36 Вест у Вајлдвуду, Калифорнија од свог оснивања 1980. године. Под омофором је епископа Српске православне епархије западноамеричке Максима Васиљевића. Повезан је са манастиром Светог Германа Аљаског у Платини, Калифорнија и Сајнт Херман Пресом.
Свакодневни живот монахиња одвија се око заједничких и приватних молитава и послова као што су узгајање поврћа и цвећа, угошћавање ходочасника и обилазак манастира, прављење молитвених ужади и сл. У сарадњи са Сајнт Херман Прессом, сестринство Свете Ксеније се бави и издавањем православних дела и другог писаног материјала који се односи на Православље и придржавање Никејског Символа вере.